# Formica flori
Formica flori é uma espécie de formiga do gênero Formica, pertencente à subfamília Formicinae.